# Millidgea verrucosa
Millidgea verrucosa är en spindelart som beskrevs av George Hazelwood Locket 1968. Millidgea verrucosa ingår i släktet Millidgea och familjen täckvävarspindlar.
Artens utbredningsområde är Angola. Inga underarter finns listade i Catalogue of Life.